# Gotti Sigurdarson
Gotti Sigurdarson (Islandsk: Gottskálk Dagur Sigurðarson) (født 23. februar 1974, i Lund Sverige) er en islandsk skuespiller.

## Filmografi
- 1984 – Når ravnen flyver
- 1988 – Ravnens skygge
- 1991 – Den hvide viking
- 1995 – Agnes